# Erik Westerberg (tidningsman)
Erik Westerberg, J. E. Westerberg, (signaturen Tex) född 1 april 1915 i Helsingfors, Finland, död 9 april 2010 i Stockholm, var en finlandssvensk journalist och senare direktör i Bonniers Specialtidningsförlaget.

## Biografi
Westerberg började som redaktör vid Hufvudstadsbladets idrottsredaktion år 1940. Under kriget skrev han sketcher och sånger för fältartistturnéer. Efter kriget blev han redaktör vid Hufvudstadsbladets inrikesredaktion och 1948 vid den svenskspråkiga Elanto-tidningen. År 1950 flyttade han till Sverige och arbetade först som tidningsredaktör, men snart anställdes han till Bonniers. På Bonniers arbetade han som verkställande direktör vid Specialtidningsförlaget och var med att grunda många framträdande tidningar, såsom Veckans affärer och Allt om Mat.
När han ännu var i Finland skrev han två filmmanus, som blev filmer Sisulla ja sydämellä (Kyss med effekt, 1947), där han också spelade en mindre roll, och Rakkaus kahleissa (Brott i blindo, 1955). Under tiden i Hufvudstadsbladet Westerberg använde också signaturen "Tex".